# Profane
Le profane est la réalité ordinaire qui ne se définit que par rapport au sacré. Toute réalité qui n'est pas consacrée, toute personne qui n'est pas initiée, ignorante.
Soit, ce qui est étranger et non initié aux choses sacrées, à la religion ou qui est en dehors de la sphère du sacré.

## Présentation

### Étymologie
Le mot « profane »  vient directement du latin profanum : de pro « devant » et fanum « lieu consacré ».

### Ce qui n'est pas sacré
La notion de profane se définit par opposition à celle de sacré : c'est tout ce qui est dépourvu de caractère religieux, sacré. Ce qui a trait au domaine temporel, par rapport au domaine spirituel. Elle est définie dans un groupe humain fondé sur une initiation ou une révélation : par exemple la religion où le sacré désigne tout ce qui a trait au divin, déterminant alors le reste de son monde comme profane. 
L'acte d'introduire un ou des éléments de l'ordre du profane à l'intérieur d'une enceinte consacrée (de façon réelle ou symbolique) est nommé profanation, ce qui est un sacrilège pour le croyant à ce sacré.

### Tout individu non initié
On nomme également profane un individu qui n'appartient pas au groupe initiatique. Par exemple la franc-maçonnerie, ou n'en connaît pas la révélation fondatrice (par exemple un non-croyant pour un croyant), qui n'est pas initiée.

### Perspectives
Par extension, le terme désigne plus généralement une personne qui n'est pas informée d'un fait, de la pratique, novice.
Giorgio Agamben apporte une conception plus politique du concept de profane : « profaner, c'est restituer à l'usage commun ce qui a été séparé dans la sphère du sacré ».